# Alexandre Jamar

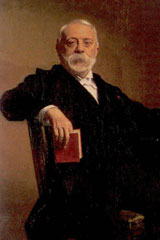
Alexandre Jamar

Alexandre Marie Auguste Jamar (Brussel, 6 november 1821 - aldaar, 15 augustus 1888) was een Belgisch liberaal politicus, volksvertegenwoordiger en minister.

## Biografie
Alexandre Jamar was een zoon van Gabriel Jamar, griffier van het vredegerecht, en Jeanne Bittener. Hij trouwde in 1842 in Brussel met Marie Vandelaer (°1816). Hun dochter Jeanne trouwde met Charles Bidart, raadsheer in het Hof van Cassatie.
Hij werd klerk bij zijn vader, maar toen die stierf was hij pas zeventien en kwam niet in aanmerking om hem op te volgen. Hij ging dan maar werken in de drukkerij van zijn oudere broer. In 1840, nog maar negentien, stond hij al aan de leiding ervan. Hij maakte fortuin met de piraatdrukwerken, een gevolg van het ontbreken van internationale conventies over het auteursrecht.
Hij werd een van de belangrijkste drukkers in België en naast het ruim publiceren van Franse auteurs, deed hij veel voor de promotie van Belgische auteurs en voor het breed verspreiden van werken die hij aan zeer goedkope prijzen aanbood.
Als verzamelwerken publiceerde hij:
- Museum littéraire, goedkope uitgaven van compacte volumes met allerhande werk van auteurs die in de mode waren,
- Bibliothèque universelle d'instruction et d'éducation,
- L'Illustration littéraire,
- La Belgique monumentale,
- Biographie nationale,
- Les Belges illustres,
- Encyclopédie populaire ou Répertoire universel et élémentaire des connaissances humaines, met medewerking van o.m. Adolphe Quételet,
- Panthéon national,
- Bibliothèque classique et populaire, boeken die aan 15 centiemen verkocht werden en oplagen tot 100.000 exemplaren bereikten.

Onder de Belgische auteurs die hij uitgaf en promoveerde bevonden zich onder meer Hendrik Conscience, Théodore Juste, Henri Moke, Louis de Potter, André Van Hasselt. Hij gaf ook L'Annonce, journal du commerce et de l'industrie uit, een advertentieblad dat gratis werd verspreid.
In 1860, na gemaakt fortuin, liet hij de drukkerij over aan nieuwe uitbaters. Van 1856 tot 1865 was hij rechter en van 1863 tot 1865 voorzitter van de rechtbank van koophandel in Brussel.
In 1859 werd hij verkozen tot liberaal volksvertegenwoordiger voor het arrondissement Brussel, een mandaat dat hij uitoefende tot in 1882. Van 1868 tot 1870 was hij minister van Openbare Werken in de regering-Frère-Orban I.
In 1865 werd hij censor van de Nationale Bank van België en in 1870 directeur. Hij klom op tot vicegouverneur (1877-1882) en tot gouverneur (1882 tot aan zijn overlijden).
Hij was verder ook nog:
- bestuurder van de Algemene Spaar- en Lijfrentekas (1865-1888),
- bestuurder van het Gemeentekrediet van België (1867-1888),
- bestuurder van de Compagnie immobilière de Belgique,
- bestuurder van de Compagnie du chemin de fer d'Anvers à Tournai.